# PowerGlide

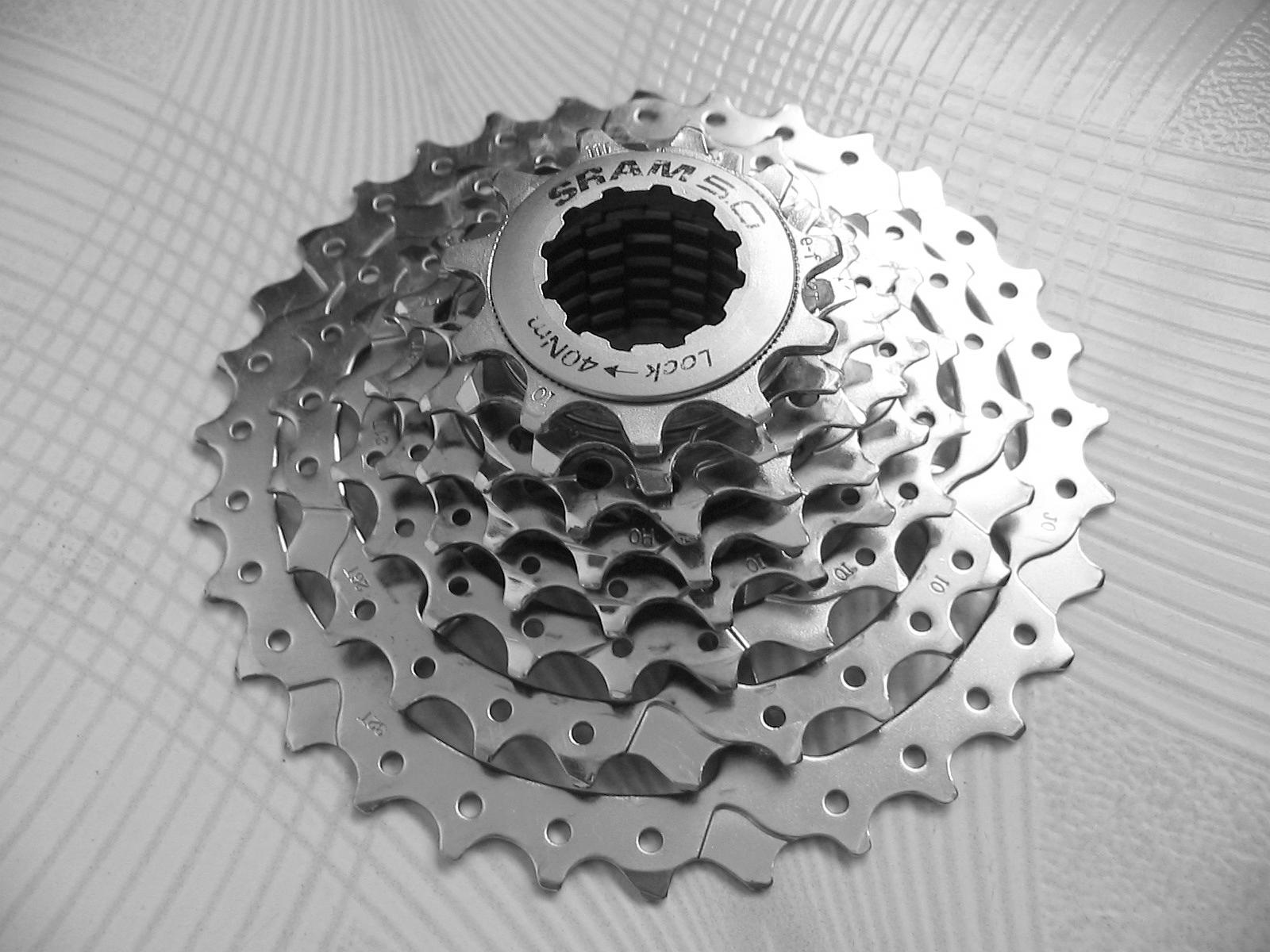
Kaseta SRAM 5.0 z zębatkami PG

PowerGlide (PG) – system wspomagania zmian biegów zaprojektowany i wdrożony przez firmę rowerową Sachs w 1996 roku, a obecnie stosowany przez SRAM. Odnosi się do zębatek kaset i mechanizmów korbowych oraz łańcuchów. Udoskonalona wersja PowerGlide II ujrzała światło dzienne w 2003 roku.
Zęby koronek PG charakteryzują się specjalnymi profilami i nacięciami ułatwiającymi redukcję biegu, czyli zmianę na większą zębatkę. W PowerGlide II, czyli zmodyfikowanej wersji PG, nacięcia na zębatkach są ze sobą zsynchronizowane, co zapewnia również płynne zmiany wielu przełożeń naraz. Rozstaw i sposób mocowania kaset PG jest dokładnie taki sam, jak w HyperGlide firmy Shimano i oba systemy są kompatybilne.